# 長鬚萊絲鯰
長鬚萊絲鯰，為輻鰭魚綱鯰形目北非鯰科的其中一種，分布於亞洲湄公河及湄南河流域，體長可達14.2公分，棲息在水質混濁的大型河川底層水域，屬肉食性，以魚類及浮游生物等為食，生活習性不明。